# Sociedades árticas
Nome genérico de duas populações culturalmente distintas que vivem na região em torno do pólo norte: a ocidental, atualmente conhecida como Inuit (outrora chamada esquimós), e a oriental,que inclui os lapões. As sociedades orientais são basicamente pastoralistas e nômades, enquanto os Inuit são exclusivamente caçadores. As fronteiras culturais entre essas sociedades são menos precisas do que as geográficas, principalmente entre os grupos orientais, cujas características sociais são mais diversas. Os pastoralistas do leste geralmente passam o inverno nas florestas de coníferas, ou taiga, e levam seus rebanhos para as regiões de pastagem, a tundra, nos meses de verão. O xamanismo e o culto de espíritos, ou animismo, eram comuns em toda a região ártica; hoje, as crenças tradicionais estão em declínio. Já os Inuit, ao contrário, são na maioria habitantes das regiões costeiras, saindo em expedições para pescar e para caçar mamíferos aquáticos, como focas e leões marinhos. A unidade básica da organização social é a família. Durante o inverno, muitas famílias se concentram em pequenos povoados, espalhando-se nos breves meses de verão; muitos Inuit, no entanto, vivem hoje em residências fixas.